# MDR Fernsehen
MDR Fernsehen ist seit 1992 das regionale Fernsehprogramm des Mitteldeutschen Rundfunks für die drei Länder Sachsen, Sachsen-Anhalt und Thüringen.
Das MDR Fernsehen ist seit 1996 das meistgesehene dritte Fernsehprogramm der ARD. 2020 hatte das MDR-Fernsehen zum ersten Mal seit Sendestart 1992 einen Jahresmarktanteil von 10 % erreicht, was bislang noch keinem anderen Dritten Programm in seinem Sendegebiet gelang. 2017 lag der Marktanteil im zuständigen Sendegebiet bei 13 % am Hauptabend zwischen 19.00 und 22.00. Seit dem 5. Dezember 2013 wird das MDR-Fernsehen auch in HD ausgestrahlt. Am 1. Januar 2017 wurde das Senderdesign aktualisiert, der Balken neben dem Logo fällt nun weg. Am 1. April 2023 entfernte der MDR als erste ARD-Anstalt den Zusatz „HD“ aus dem On-Air-Logo seiner HD-Version.

## Entstehung
Bereits weit vor Sendebeginn im Jahre 1992 gab es rechtliche Vorgängerunternehmen, aus denen sich nach und nach der Mitteldeutsche Rundfunk und schließlich auch das MDR-Fernsehen entwickelte. Hauptsächlich wurde über diese verschiedenen Unternehmen Rundfunk im Bereich des Hörfunks verbreitet. Schon in den Jahren 1924 bis 1933 gab es die anfangs private, danach halbstaatliche MIRAG (Mitteldeutsche Rundfunk AG). Danach zeichnete in den Jahren 1933 bis 1934 die voll verstaatlichte Mitteldeutsche Rundfunk GmbH verantwortlich. Die darauf folgenden Jahre von 1934 bis 1945 gab es für die Rundfunkverbreitung den Reichssender Leipzig, danach von 1945 bis 1952 den Landessender Leipzig/Mitteldeutscher Rundfunk. Zu Zeiten der Deutschen Demokratischen Republik von 1952 bis 1990 gab es jedoch keine eigenständige Organisation innerhalb des zentralistischen Rundfunksystems der DDR, landesweit wurden die Fernsehprogramme des Deutschen Fernsehfunks (DDR 1 und 2, 1990: DFF 1 und 2, ab Dezember 1990: DFF Länderkette) ausgestrahlt. Im Vorfeld der in Artikel 36 des Einigungsvertrages festgelegten Abwicklung des DFF bis spätestens 31. Dezember 1991 gründeten die Länder Sachsen, Sachsen-Anhalt und Thüringen am 30. Mai 1991 den Mitteldeutschen Rundfunk mit Sitz in Leipzig. Das MDR Fernsehen nahm am 1. Januar 1992, 0 Uhr – unmittelbar nach Sendeschluss des DFF – den Sendebetrieb auf.

## Rechtsgrundlage
Rechtsgrundlage für den Mitteldeutschen Rundfunk ist der Staatsvertrag über den Mitteldeutschen Rundfunk vom 30. Mai 1991. Damit wird der Landesrundfunkanstalt die Aufgabe der Veranstaltung von Rundfunk auferlegt und niedergeschrieben. Konkret bedeutet dies, dass der MDR programminhaltlich Information und Bildung sowie Beratung und Unterhaltung integrieren muss und die Gliederung des Sendegebiets in Länder angemessen berücksichtigen soll. Die Programmgrundsätze verpflichten den MDR explizit, die Zusammengehörigkeit im vereinigten Deutschland zu fördern.

## Organisation
Das wichtigste Aufsichtsorgan für den MDR ist der 43-köpfige Rundfunkrat des Mitteldeutschen Rundfunks, der die Interessen der Allgemeinheit vertritt. Er setzt sich aus je einem Vertreter der Landesregierungen, Vertretern von mindestens zwei Landtagen vertretenen Parteien und Repräsentanten bestimmter, proportional auf die Staatsvertragsländer verteilter „gesellschaftlich bedeutsamer Organisationen und Gruppen“ zusammen. Das zweite Aufsichtsgremium, der primär mit ökonomischen Kontrollbefugnissen ausgestattete Verwaltungsrat, zählt sieben Mitglieder, drei aus Sachsen und jeweils zwei aus Sachsen-Anhalt und Thüringen. Verantwortlich für den Betrieb und die Programmgestaltung trägt ein vom Rundfunkrat auf Vorschlag des Verwaltungsrats für sechs Jahre gewählter Intendant. Darunter gliedert der MDR sich in ein Justiziariat, Programmdirektionen für Hörfunk und Fernsehen, eine Verwaltungs- und eine Betriebsdirektion sowie drei Landesfunkhäuser.

## Verbreitungswege
Das MDR-Fernsehen wird sowohl über das terrestrische Sendernetz als auch Satelliten- und Kabelnetze verbreitet, sowie via Internet über MagentaTV, Zattoo und Magine TV.
Anfang November 2024 wurde der MDR-Text auf mdr.de abgeschaltet.

## Senderlogos

Erstes Logo 1992–2002
Logo 2003–2016
Logo der HD-Version 2013–2016
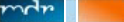
On-Air-Logo 2003–2016
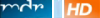
On-Air-Logo der HD-Version 2013–2016
Logo des MDR Thüringen seit 2017
On-Air-Logo der HD-Version 2017–2023
On-Air-Logo seit 2017 und seit dem 1. April 2023 auch bei der HD-Version

## Programm
Das MDR-Fernsehen ist das dritte Fernsehprogramm für die Länder Sachsen, Sachsen-Anhalt und Thüringen. Für die drei regionalen Nachrichtenmagazine wird das MDR-Fernsehen täglich jeweils in der Zeit von 19:00 Uhr bis 19:30 Uhr auseinander geschaltet. Die Hauptnachrichtensendung MDR aktuell wird täglich um 19:30 Uhr ausgestrahlt, weitere Ausgaben erfolgen sonntags bis freitags um 21:45 Uhr, samstags auch später, sowie von Montag bis Freitag jeweils um 17:45 Uhr. Darüber hinaus gibt es über den ganzen Tag verteilt weitere Kurzausgaben, als MDR aktuell Eins30. Das MDR-Fernsehen hat einen eigenen Videotext sowie ein Internetangebot. Der Mitteldeutsche Rundfunk produziert einen 11,45-Prozent-Anteil am ARD-Gemeinschaftsprogramm „Das Erste“. Des Weiteren ist die Rundfunkanstalt an den Satellitenprogrammen 3sat, Arte, KiKA und Phoenix beteiligt. Zu empfangen ist das Programm des MDR-Fernsehens außerdem im digitalen Programmbouquet von ARD Digital. Im MDR-Standort Erfurt in Thüringen befindet sich angesiedelt der KiKA (Kinderkanal) von ARD und ZDF unter der Federführung des MDR. Zudem unterhält der MDR Landesrundfunkhäuser in den Landeshauptstädten Dresden, Magdeburg und Erfurt, diese produzieren, neben den Ländermagazinen, auch jeweils länderspezifische Beiträge und Magazine für das Hauptprogramm des MDR-Fernsehens. Enthalten sind auch hier aktuelle regionale Informationen und Berichte.

### Regionale Nachrichtenmagazine
Montags bis sonntags in der Zeit von 19:00 bis 19:30 Uhr werden die regionalen Magazine Sachsenspiegel, Sachsen-Anhalt heute und Thüringen Journal ausgestrahlt. Die genannten Regionalprogramme werden über Kabel, terrestrisch (DVB-T2) und DVB-S ausgestrahlt, von 2000 bis Ende der 2000er auch auf EinsExtra, MuXx und Festival.
Die Magazine berichten in meist vier Berichten ausführlich über aktuelle Geschehnisse im Sendegebiet. Daneben enthalten die Magazine jeweils einen Kurznachrichtenblock. Am Ende der Sendungen werden meist die Nachrichten und Ergebnisse aus dem Sportbereich ausgestrahlt. Die Sendungen werden zum Ende hin mit den Wettervorhersagen abgeschlossen. Dabei kommen Informationen von verschiedenen Wetteranbietern sowie unterschiedliche Wetteransager zum Einsatz.

### Bekannte Sendungen
Echt
Jeden ersten und dritten Dienstag im Monat wird das Wissenschaftsmagazin im Abendprogramm gesendet, moderiert von Sven Voss. Die Sendung geht auf naturwissenschaftliche und allgemeine wissenschaftliche Erkenntnisse ein und versucht, Wissen aus Forschung, Wissenschaft und Technik zu vermitteln. Zuweilen wird in der Sendung auch das Echt-Experiment durchgeführt und genau analysiert.
Exakt
Dieses Magazin ist als Nachrichtenmagazin gedacht und behandelt spezielle Themen aus unterschiedlichen Schichten der Gesellschaft. Hier finden sich auch aktuelle Beiträge und Themen, die mitten aus dem Leben aufgegriffen werden. So zum Beispiel über das Eintreiben von Schulden oder Kinderarmut. Die Sendung wird jeden Mittwoch um 20:15 Uhr im Abendprogramm ausgestrahlt und wird von Wiebke Binder sowie vertretungsweise von Felix Seibert-Daiker moderiert. Das Format wurde bis 2019 von Annett Glatz moderiert.
MDR Zeitreise
„MDR Zeitreise“ bringt Geschichte aus dem Sendegebiet auf den Bildschirm. Dabei werden Personen, Schauplätze und Ereignisse aus der Vergangenheit aufgearbeitet und in dokumentarähnlichen Filmen mit belegten Fakten und Quellen, Schriften und Deutungen nähergebracht. Es wird zurzeit wöchentlich, donntagabends um 22:15 Uhr im MDR-Fernsehen ausgestrahlt. Von 2007 bis 2011 lief das Sendeformat unter dem Titel BARBAROSSA – Das Geschichtsmagazin des MDR, von 2011 bis 2015 unter dem Titel Geschichte Mitteldeutschlands – Das Magazin.
Selbstbestimmt!
Die Sendung, die einmal am Sonnabend im Vormittagsprogramm läuft, zeigt Menschen mit ihren Behinderungen im normalen alltäglichen Leben, sei es im Job, in der Freizeit oder mit ihren Problemen in der Gesellschaft. Sie gibt Unterstützung und Hilfestellungen, aber auch Rat und Tipps in allen Bereichen und Lebenslagen. Die Sendung bietet Service und Informationen auch für nichtbehinderte Menschen. Moderiert wird diese knapp 30-minütige Sendung von Elke Bitterhof, die bereits im Fernsehen der DDR tätig war.
Unicato
Das Filmmagazin zeigt einmal monatlich studentische Filme der Medien- und Gestaltungsstudiengänge des Sendegebietes. Die Beiträge der nicht moderierten 45-minütigen Sendung werden durch ein von Studierenden der Bauhaus-Universität Weimar entwickeltes Design verbunden. Unicato wird von einem akademischen Fachbeirat begleitet. Die Zusammenstellung erfolgt an der Bauhaus-Universität in Weimar, die Endabnahme im MDR-Landesfunkhaus Thüringen in Erfurt. Unicato ging das erste Mal im Oktober 2006 auf Sendung.

### Weitere Sendungen
- Außenseiter-Spitzenreiter, läuft seit 1972 (damals noch im DDR-Fernsehen), der MDR übernahm die Sendung; Am 14. Dezember 2011 moderierte Hans-Joachim Wolfram letztmals die Sendung. Im Januar 2012 trat Madeleine Wehle an seine Stelle
- Abschied ist ein leises Wort, eine jährliche Sendung am Jahresende in der verstorbenen Prominenten, oder in der Öffentlichkeit stehenden Personen, des jeweiligen Jahres gedacht wird läuft seit 2000
- Biwak, ein monatliches Magazin für Bergsportler und Wanderfreunde
- Die Spur der Ahnen – Jede Familie hat ein Geheimnis
- Elefant, Tiger & Co., eine Zoo-Doku-Soap, läuft seit 2003
- Fakt ist!, eine Talkshow zu aktuellen Themen, läuft seit 2004
- Hauptsache gesund, ein Ratgebermagazin zum Thema Gesundheit, läuft seit 1998
- MDR Garten, ein Ratgebermagazin zum Thema Garten, läuft seit 2000
- MDR um 4, eine Magazinsendung mit Nachrichtenteil vorher Hier ab 4 die Sendung läuft seit 1997
- Kripo live, berichtet wöchentlich über ungeklärte Kriminalfälle. Die Sendung wurde von Birgit von Derschau oder stellvertretend von Steffi Kopp moderiert. Seit dem 6. Oktober 2013 wurde die Sendung in den Studios des MDR in Leipzig produziert und von Axel Bulthaupt moderiert. Seit Anfang 2020 moderiert Gerald Meyer. Die Sendung läuft seit 1990.
- Mach dich ran, eine Spielshow, die sich unter anderem auch für die Zuschauer starkmacht, läuft seit 1992, aktuell moderiert von Mario D. Richardt
- MDR aktuell, Nachrichtensendung, läuft seit 1992
- Tierisch tierisch, eine Sendung zur Haustiervermittlung, läuft seit 1994 moderiert von Uta Bresan
- Umschau, eine wöchentliche Live-Sendung mit vier bis fünf Magazinbeiträgen läuft seit 1961 eine im DDR-Fernsehen, von MDR übernommen.
- Wiedersehen macht Freunde, Unterhaltungssendung – einmal in Monat auf Freitag präsentiert Axel Bulthaupt die schönsten Show-Momente aus über 20 Jahren MDR-Fernseh-Unterhaltung. Läuft seit 2014.
- Weihnachten bei uns, Traditionelle Weihnachtssendung des MDR, die 1993 als Nachfolge von Zwischen Frühstück und Gänsebraten ins Leben gerufen wurde.
- Feste der Volksmusik, Winter-, Frühlings-, Sommer-, Herbst- und Weihnachtsfeste der Volksmusik, präsentiert von Carmen Nebel (1994–2003) bzw. Florian Silbereisen (seit 2004).
- Ein Kessel Buntes, Supermix aus Adlershofer Unterhaltungsshows, präsentiert von Wolfgang Lippert, läuft seit 2014
- Damals war’s, Unterhaltungssendung, in jeder Sendung wird von Wolfgang Lippert vorher von Hartmut Schulze-Gerlach (Muck) ein Jahr zwischen 1950 und 2011 gesucht, die Sendung gibt es seit 1995
- Riverboat, Fernseh-Talkshow mit prominenten und weniger prominenten Gästen. Die Sendung gibt es seit 1992
- Musik für Sie, moderiert von Uta Bresan, seit 2021 zusammen mit Peter Heller. Sie erfüllen die Musikwünsche der Fernsehzuschauer, die Sendung gibt es seit 1995, zuerst von Carmen Nebel moderiert
- Die Schlager des Monats, Bernhard Brink präsentiert immer Ende des Monats auf Freitag die Schlager Album-Charts des aktuellen Monats, läuft seit 2018
- Die Schlager des Sommers, einmal im Jahr präsentiert Florian Silbereisen, vorher Bernhard Brink, läuft seit 2009
- Die Schlager des Jahres, präsentiert von Florian Silbereisen, vorher Bernhard Brink einmal im Jahr Ende Dezember, läuft seit 1996
- Kaisermania, einmal im Sommer überträgt der MDR das große Roland Kaiser Open Air in Dresden am Elbufer, läuft seit 2011
- Semperopernball, einmal im Jahr überträgt der MDR den Semperopernball, läuft seit 2006
- Wenn die Musi spielt, moderiert von Arnulf Prasch (seit 1996), Stefanie Hertel (seit 2013), läuft zweimal im Jahr einmal das Sommer Open Air und das Winter Open Air, lief vorher bei ZDF und wird von MDR weitergeführt, läuft seit 1992
- Brisant, Boulevardmagazin, Moderation: Mareile Höppner; (seit 2008); Kamilla Senjo; (seit 2010), die Sendung läuft seit 1994 und wird vom MDR für die ARD produziert

### Ehemalige Sendungen
- Cafe Trend war eine Lifestyle-Sendung, die sich mit aktuellen Themen aus Kultur, Gesellschaft und dem Leben beschäftigte. Jeden Sonnabend um 16:00 Uhr führte Katrin Huß durch die 30-minütige Sendung und ging dabei Trends auf die Spur. Tipps und jede Menge andere Ratschläge wurden in der Sendung ebenfalls präsentiert. Die Sendung wurde im Zusammenhang mit einer Programmreform zum Jahresende 2011 eingestellt.[5]
- Escher – Der MDR-Ratgeber, eine Verbraucherschutzsendung des sich selbst als Anwalt der kleinen Leute betrachtenden Peter Escher. Die letzte Sendung lief am 28. November 2013.Alles Gute mit Petra Kusch-Lück fiel 2011 einer Programmreform zum Opfer.[6]Länderzeit, die Sendung wurde zur Abschaltung des analogen Satelliten am 30. April 2012 eingestellt
- Windrose, Auslandsmagazin
- Bulthaupt in ..., Reisemagazin
- Auf gute Nachbarschaft, Osteuropa-Reportage
- Musik für Sie  moderiert von Uta Bresan, seit 2021 zusammen mit Peter Heller. Sie erfüllen die Musikwünsche der Fernsehzuschauer, die Sendung gibt es seit 1995, zuerst von Carmen Nebel moderiert
- Meine Schlagerwelt, Unterhaltungssendung – anhand von Geschichten und Anekdoten geben wechselnde Moderatoren einen Einblick in die Welt des Schlager
- Musik auf dem Lande, Musiksendung – Maxi Arland zieht von Dorf zu Dorf und erzählt die Geschichten der BewohnerDie MDR-Hitparade, eine vierteljährlich ausgestrahlte UnterhaltungssendungKrone der Volksmusik – Mit dem Preis wurden Künstler geehrt, die im Vorjahr einen Preis auf dem Gebiet der volkstümlichen Musik gewonnen hatten oder einen besonderen Erfolg verbuchen konnten. Darüber hinaus gab es Ehrenpreise.Wernesgrüner Musikantenschenke, eine volkstümliche Musiksendung
- Das deutsche Schlagermagazin – Bernhard Brink präsentierte Hits und News der deutschen Schlagerszene.
- inka! – in ihrer Show begrüßte Inka Bause neben etablierten Musik-Stars auch junge Talente aus einer ausgewählten Region im Bereich des MDR-Sendegebietes.
- Unter uns – Geschichten aus dem Leben, war eine Talkshow, die zwischen November 1994 und Juni 2016 zwei Mal monatlich im MDR-Fernsehen ausgestrahlt wurde.

## Auszeichnungen
Das bis 2016 verwendete MDR-Logo ist aus einer Schrift von Phil Baines (Fuse) gesetzt, die »FF You can read me« heißt.
Zum 15-jährigen Bestehen des MDR-Fernsehens erhielt der Sender eine der bedeutendsten Designauszeichnungen Europas, den silbernen ISIS Award. Vergeben wurde die Auszeichnung am 20. April 2007 in Berlin im Rahmen der PROMAX & BDA Europe Conference. In der Kategorie „Best On Air Branding“ wurde das MDR-Fernsehen für das neue TV-Design 2007 geehrt.